# بریج (اورگن)
بریج (به انگلیسی: Bridge) یک منطقهٔ مسکونی در ایالات متحده آمریکا است که در اورگن واقع شده‌است. بریج ۴۶٫۹۴ متر بالاتر از سطح دریا واقع شده‌است.